# مارک لئونارد (مدیر)

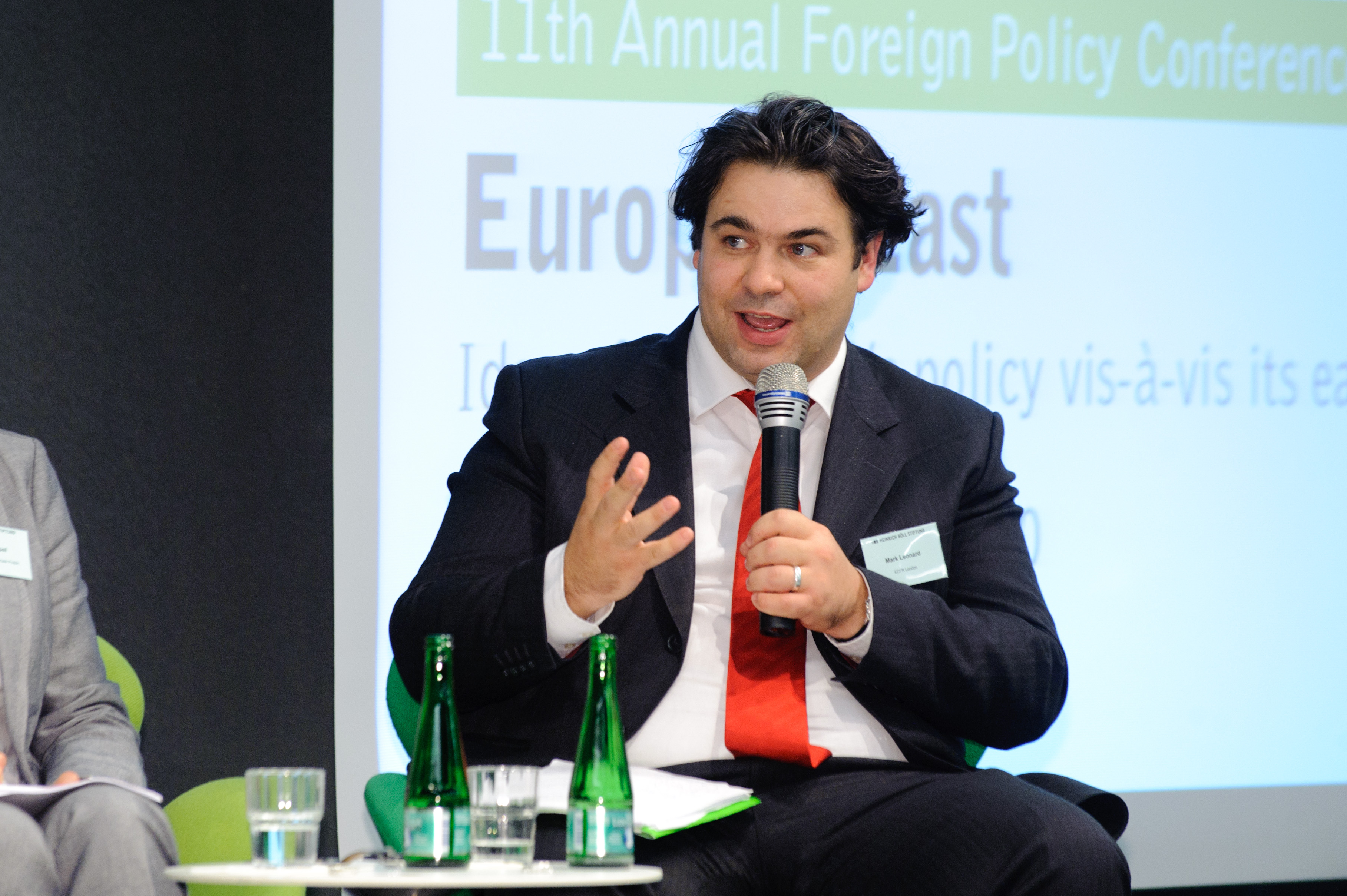
مارک لئونارد، اکتبر ۲۰۱۰

مارک هوگو لئونارد (زاده ۲۷ اوت ۱۹۷۴) دانشمند علوم سیاسی و نویسنده بریتانیایی است. او مدیر شورای اروپایی روابط خارجی (ECFR) است که در سال ۲۰۰۷ تأسیس کرد. او از سال ۲۰۰۴ برای پراجکت سیندیکت، یک سازمان رسانه‌ای بین‌المللی، به نویسندگی می‌پردازد.